# XXVI emendamento della Costituzione degli Stati Uniti d'America
Il XXVI emendamento della Costituzione degli Stati Uniti d'America (Emendamento XXVI) ha stabilito un'età minima standardizzata a livello nazionale di 18 anni per la partecipazione alle elezioni statali e locali. È stato proposto dal Congresso il 23 marzo 1971 ed è stato ratificato da tre quarti degli Stati entro il 1º luglio 1971.
Diversi funzionari pubblici avevano sostenuto l'abbassamento dell'età di voto a metà del XX secolo, ma non erano riusciti a ottenere lo slancio legislativo necessario per approvare un emendamento costituzionale.
La spinta ad abbassare l'età di voto da 21 a 18 anni si sviluppò in tutto il Paese durante gli anni '60 e fu in parte determinata dalla leva militare effettuata durante la Guerra del Vietnam. La leva prevedeva che i giovani di età compresa tra i 18 e i 21 anni venissero arruolati nelle Forze Armate degli Stati Uniti, principalmente nell'Esercito degli Stati Uniti, per prestare servizio o sostenere le operazioni militari di combattimento in Vietnam. Ciò significa che i giovani potevano essere chiamati a combattere ed eventualmente a morire per la loro nazione in tempo di guerra a 18 anni. Tuttavia, questi stessi cittadini non potevano avere voce in capitolo nella decisione del governo di condurre quella guerra fino all'età di 21 anni. In risposta è nato un movimento per i diritti dei giovani, che chiedeva un'età di voto altrettanto ridotta. Uno slogan comune dei sostenitori dell'abbassamento dell'età di voto era “abbastanza grande per combattere, abbastanza grande per votare”.
Determinati ad aggirare l'“immobilismo” sulla questione, gli alleati del Congresso inclusero una disposizione per il voto ai 18 anni in una legge del 1970 che estendeva il Voting Rights Act. La Corte Suprema ha successivamente stabilito, nella causa Oregon contro Mitchell, che il Congresso non può abbassare l'età del voto per le elezioni statali e locali. Riconoscendo la confusione e i costi che avrebbero comportato il mantenimento di liste elettorali ed elezioni separate per le competizioni federali e statali, il Congresso ha rapidamente proposto e gli Stati hanno ratificato il Ventiseiesimo Emendamento.

## Testo
«Sezione 2. Il Congresso avrà il potere di far rispettare il presente articolo mediante una legislazione appropriata.»

## Contesto
I redattori della Costituzione degli Stati Uniti non avevano stabilito criteri specifici per la cittadinanza nazionale o per le qualifiche di voto nelle elezioni statali o federali. Prima del Ventiseiesimo Emendamento, gli Stati avevano l'autorità di stabilire la propria età minima di voto, che di solito era di 21 anni come standard nazionale.
Il senatore Harley Kilgore iniziò a sostenere l'abbassamento dell'età di voto nel 1941 al 77º Congresso. Nonostante il sostegno dei colleghi senatori, dei rappresentanti e della First Lady Eleanor Roosevelt, il Congresso non riuscì ad approvare alcun cambiamento a livello nazionale. Tuttavia, l'interesse pubblico per l'abbassamento dell'età di voto divenne un argomento di interesse a livello locale. Nel 1943 e nel 1955, rispettivamente, le legislature della Georgia e del Kentucky approvarono misure per abbassare l'età di voto a 18 anni.
Il presidente Dwight D. Eisenhower, nel suo discorso sullo stato dell'Unione del 1954, fu il primo presidente a sostenere pubblicamente la proibizione del suffragio per i maggiori di 18 anni in base all'età. Negli anni Sessanta, sia il Congresso che la legislatura degli Stati subirono crescenti pressioni per abbassare l'età minima di voto da 21 a 18 anni. Ciò fu in gran parte dovuto alla Guerra del Vietnam, in cui molti giovani che non avevano diritto al voto furono arruolati per combattere in guerra, mancando così di qualsiasi mezzo per influenzare le persone che li mandavano a rischiare la vita. “Abbastanza vecchi per combattere, abbastanza vecchi per votare” era uno slogan comunemente usato dai sostenitori dell'abbassamento dell'età di voto. Lo slogan affonda le sue radici nella Seconda guerra mondiale, quando il presidente Franklin D. Roosevelt abbassò l'età della leva militare a 18 anni.
Nel 1963, la Commissione presidenziale per la registrazione e la partecipazione al voto, nel suo rapporto al presidente Lyndon Johnson, incoraggiò l'abbassamento dell'età di voto. Johnson propose di concedere immediatamente il diritto di voto ai diciottenni a livello nazionale il 29 maggio 1968. Lo storico Thomas H. Neale sostiene che l'abbassamento dell'età di voto si è svolto secondo uno schema storico simile a quello di altre estensioni del diritto di voto; con l'intensificarsi della guerra in Vietnam, gli elettori si mobilitarono e alla fine fu approvato un emendamento costituzionale.
I sostenitori dell'abbassamento dell'età di voto si basavano su una serie di argomenti per promuovere la loro causa e gli studiosi collegano sempre di più l'aumento del sostegno all'abbassamento dell'età di voto al ruolo dei giovani nel movimento per i diritti civili e in altri movimenti per il cambiamento sociale e politico degli anni Cinquanta e Sessanta. L'aumento dei tassi di diploma e l'accesso dei giovani alle informazioni politiche attraverso le nuove tecnologie influenzarono anche una visione più positiva della loro preparazione al più importante diritto di cittadinanza.
Tra il 1942, quando iniziarono i dibattiti pubblici sull'abbassamento dell'età di voto, e l'inizio degli anni Settanta, le idee sulle capacità di agire dei giovani misero sempre più in discussione il modello di custodia che aveva precedentemente dominato gli approcci nazionali ai diritti dei giovani. Le caratteristiche tradizionalmente associate ai giovani, l'idealismo, la mancanza di “interessi acquisiti” e l'apertura a nuove idee, vennero viste come qualità positive per un sistema politico che sembrava essere in crisi.
Nel 1970, il senatore Ted Kennedy propose di modificare il Voting Rights Act del 1965 per abbassare l'età di voto a livello nazionale. Il 22 giugno 1970, il presidente Richard Nixon firmò un'estensione del Voting Rights Act del 1965 che prevedeva che l'età di voto fosse di 18 anni in tutte le elezioni federali, statali e locali. Nella sua dichiarazione sulla firma dell'estensione, Nixon disse:
Successivamente, l'Oregon e il Texas impugnarono la legge in tribunale e il caso arrivò davanti alla Corte Suprema nel 1970 con il nome di Oregon v. Mitchell. A quel punto, quattro Stati avevano un'età minima di voto inferiore ai 21 anni: Georgia, Kentucky, Alaska e Hawaii.

### Oregon v. Mitchell
Durante il dibattito sull'estensione del Voting Rights Act del 1970, il senatore Ted Kennedy sostenne che la Equal Protection Clause del XIV emendamento consentiva al Congresso di approvare una legge nazionale che abbassasse l'età di voto. Nella causa Katzenbach v. Morgan (1966), la Corte Suprema aveva stabilito che se il Congresso avesse agito per applicare il XIV Emendamento approvando una legge che dichiarava che un tipo di legge statale discriminava una certa classe di persone, la Corte Suprema avrebbe lasciato in vigore la legge se i giudici fossero riusciti a “percepire una base” per le azioni del Congresso.
Il Presidente Nixon non era d'accordo con Kennedy in una lettera al Presidente della Camera e ai leader della minoranza e della maggioranza della Camera, affermando che il problema non era se l'età del voto dovesse essere abbassata, ma come. Nella sua interpretazione di Katzenbach, Nixon sostenne che includere l'età come possibile parametro di discriminazione avrebbe esteso eccessivamente il concetto, ed espresse la preoccupazione che i danni di una decisione della Corte Suprema che annullasse il Voting Rights Act avrebbero potuto essere disastrosi.
Nella causa Oregon v. Mitchell (1970), la Corte Suprema valutò se le disposizioni sull'età di voto aggiunte dal Congresso al Voting Rights Act nel 1970 fossero costituzionali. La Corte ha respinto le disposizioni che avevano stabilito l'età di 18 anni per il voto nelle elezioni statali e locali. Tuttavia, la Corte confermò la disposizione che aveva stabilito l'età di voto a 18 anni per le elezioni federali. La Corte era profondamente divisa in questo caso e la maggioranza dei giudici non era d'accordo sulla motivazione della sentenza.
La decisione fece sì che gli Stati potessero mantenere l'età di voto di 21 anni per le elezioni statali e locali, ma che fossero obbligati a stabilire liste elettorali separate in modo che gli elettori di età compresa tra i 18 e i 21 anni potessero votare alle elezioni federali.

### L'opposizione
Sebbene il Ventiseiesimo Emendamento sia passato più velocemente di qualsiasi altro emendamento costituzionale, circa 17 Stati si sono rifiutati di approvare misure per abbassare l'età minima di voto dopo che Nixon ha firmato l'estensione del Voting Rights Act del 1970. Gli oppositori all'estensione del voto ai giovani misero in dubbio la maturità e la responsabilità delle persone all'età di 18 anni. Il rappresentante Emanuel Celler di New York, uno dei più accesi oppositori all'abbassamento dell'età di voto dagli anni Quaranta al 1970 (e presidente della potente Commissione giudiziaria della Camera per gran parte di quel periodo), insisteva sul fatto che ai giovani mancasse “il buon senso” essenziale per una buona cittadinanza e che le qualità che rendevano i giovani buoni soldati non li rendevano anche buoni elettori.
Il professor William G. Carleton si chiedeva perché il voto fosse stato proposto per i giovani in un momento in cui il periodo dell'adolescenza era cresciuto in modo così sostanziale, piuttosto che in passato, quando le persone avevano maggiori responsabilità in età più precoci. Carleton ha inoltre criticato la proposta di abbassare l'età del voto, citando le preoccupazioni americane per i giovani in generale, l'esagerata fiducia nell'istruzione superiore e l'equiparazione della competenza tecnologica alla responsabilità e all'intelligenza. Denuncia anche l'argomento del servizio militare, definendolo un “cliché”. Considerando l'età dei soldati nella Guerra Civile, ha affermato che l'alfabetizzazione e l'istruzione non sono i motivi per limitare il voto; piuttosto, il buon senso e la capacità di comprendere il sistema politico sono alla base delle restrizioni sull'età del voto.
James J. Kilpatrick, un editorialista politico, ha affermato che gli Stati furono “estorti” per ratificare il Ventiseiesimo Emendamento. Nel suo articolo sostiene che, approvando l'estensione del 1970 del Voting Rights Act, il Congresso ha di fatto costretto gli Stati a ratificare l'emendamento per non essere costretti a gestire finanziariamente e burocraticamente il mantenimento di due registri di voto. George Gallup menziona anche il costo della registrazione nel suo articolo che mostra le percentuali favorevoli o contrarie all'emendamento, e richiama l'attenzione in particolare sulle percentuali più basse di sostegno tra gli adulti di età compresa tra i 30 e i 49 anni e gli over 50 (rispettivamente 57% e 52%) rispetto a quelli di età compresa tra i 18 e i 20 anni e tra i 21 e i 29 anni (rispettivamente 84% e 73%).

## Proposta e ratifica

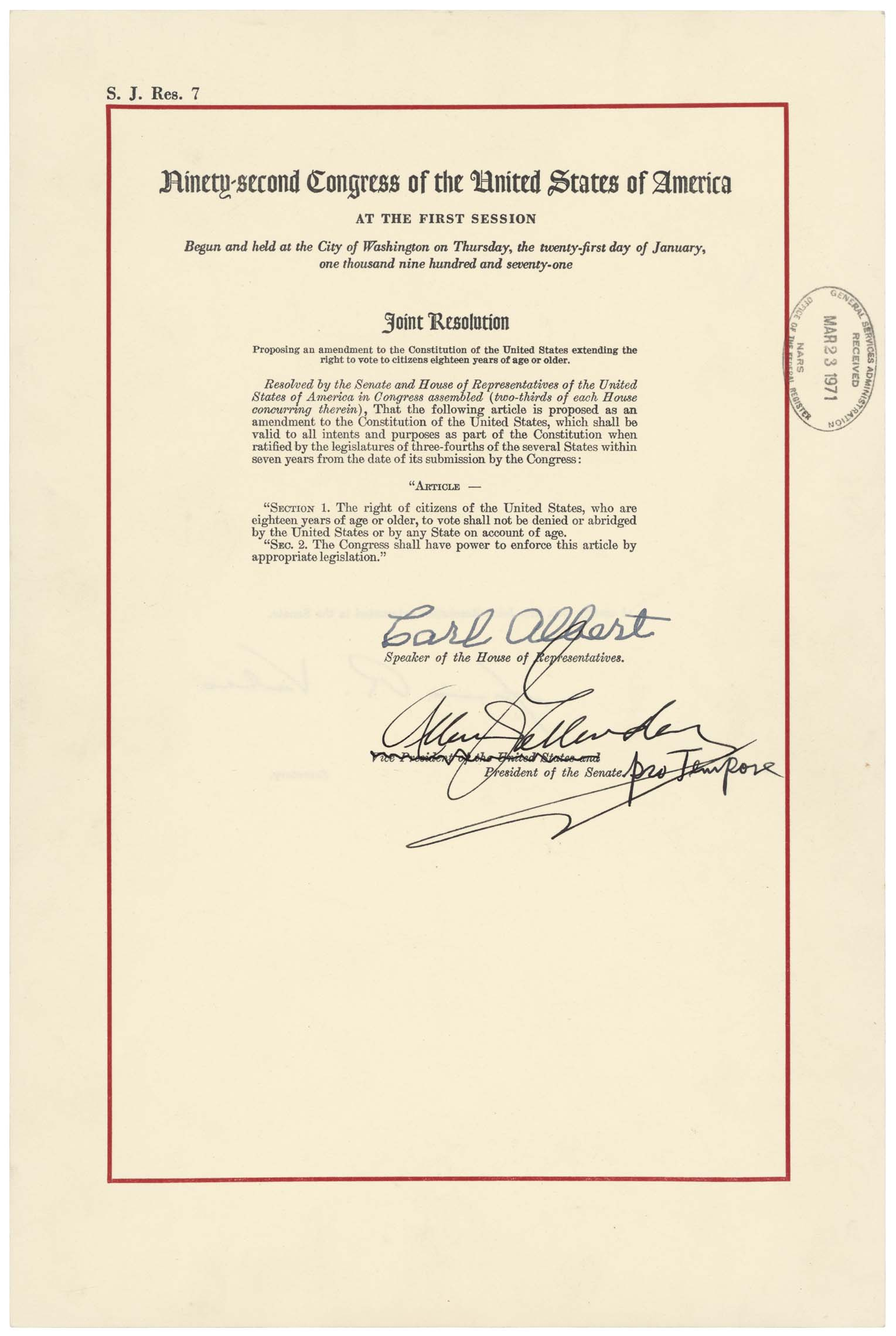
Il Ventiseiesimo Emendamento negli Archivi Nazionali

### Approvazione da parte del Congresso
La sottocommissione per gli emendamenti costituzionali del senatore Birch Bayh esaminò l'estensione del diritto di voto ai diciottenni nel 1968.
Dopo il caso Oregon v. Mitchell, Bayh fece un sondaggio tra i funzionari elettorali di 47 Stati e scoprì che la registrazione di circa 10 milioni di giovani in un sistema separato per le elezioni federali sarebbe costata circa 20 milioni di dollari. Bayh concluse che la maggior parte degli Stati non avrebbe potuto modificare le proprie costituzioni statali in tempo per le elezioni del 1972, rendendo necessaria un'azione nazionale per evitare “caos e confusione” alle urne.
Il 2 marzo 1971, la sottocommissione Bayh e la Commissione giudiziaria della Camera approvarono la proposta di emendamento costituzionale per abbassare l'età di voto a 18 anni per tutte le elezioni.
Il 10 marzo 1971, il Senato votò 94-0 a favore della proposta di emendamento costituzionale per garantire che l'età minima di voto non potesse essere superiore ai 18 anni. Il 23 marzo 1971, la Camera dei Rappresentanti votò 401-19 a favore dell'emendamento proposto.
| 1971 Camera dei rappresentanti degli Stati Uniti Voti per il XXVI Emendamento: | Partito     | Partito      | Totale voti |
| ------------------------------------------------------------------------------ | ----------- | ------------ | ----------- |
| 1971 Camera dei rappresentanti degli Stati Uniti Voti per il XXVI Emendamento: |             |              | Totale voti |
| 1971 Camera dei rappresentanti degli Stati Uniti Voti per il XXVI Emendamento: | Democratici | Repubblicani | Totale voti |
| Sì                                                                             | 236         | 165          | 401 (92,6%) |
| No                                                                             | 7           | 12           | 19 (4,4%)   |
| Non Votanti                                                                    | 9           | 3            | 12 (2,8%)   |
| Assenti                                                                        |             |              | 2           |
| Risultato: Approvato                                                           |             |              |             |

| Voto dei membri Elenco incompleto a dicembre 2021 Votazioni per appello nominale sul XXVI emendamento | Voto dei membri Elenco incompleto a dicembre 2021 Votazioni per appello nominale sul XXVI emendamento | Voto dei membri Elenco incompleto a dicembre 2021 Votazioni per appello nominale sul XXVI emendamento | Voto dei membri Elenco incompleto a dicembre 2021 Votazioni per appello nominale sul XXVI emendamento |
| Rappresentante                                                                                        | Posto a sedere                                                                                        | Voto                                                                                                  | |
| --- | --- | --- | --- |
| Jack Edwards                                                                                          | 1º distretto congressuale dell'Alabama-AL-1                                                           | Yea                                                                                                   | |
| William Louis Dickinson                                                                               | 2º distretto congressuale dell'Alabama-AL-2                                                           | Yea                                                                                                   | |
| George W. Andrews                                                                                     | 3º distretto congressuale dell'Alabama-AL-3                                                           | Sì | |
| Bill Nichols                                                                                          | 4º distretto congressuale dell'Alabama-AL-4                                                           | Sì | |
| Walter Flowers                                                                                        | Quinto distretto congressuale dell'Alabama - AL-5                                                     | Sì | |
| John Hall Buchanan Jr.                                                                                | Sesto distretto congressuale dell'Alabama - AL-6                                                      | Sì | |
| Tom Bevill                                                                                            | Settimo distretto congressuale dell'Alabama - AL-7                                                    | Sì | |
| Robert E. Jones Jr.                                                                                   | Ottavo distretto congressuale dell'Alabama-AL-8                                                       | Sì | |
| Nick Begich                                                                                           | Distretto congressuale uninominale dell'Alaska - AK uninominale                                       | Yea                                                                                                   | |
| John Jacob Rhodes                                                                                     | 1º distretto congressuale dell'Arizona-AZ-1                                                           | Yea                                                                                                   | |
| Mo Udall                                                                                              | 2º distretto congressuale dell'Arizona-AZ-2                                                           | Sì | |
| Sam Steiger                                                                                           | 3º distretto congressuale dell'Arizona-AZ-3                                                           | Nay                                                                                                   | |
| William Vollie Alexander Jr.                                                                          | 1º distretto congressuale dell'Arkansas - AR-1                                                        | Sì | |
| Wilbur Mills                                                                                          | 2º distretto congressuale dell'Arkansas-AR-2                                                          | Yea                                                                                                   | |
| John Paul Hammerschmidt                                                                               | Terzo distretto congressuale dell'Arkansas - AR-3                                                     | Sì | |
| David Pryor                                                                                           | 4º distretto congressuale dell'Arkansas-AR-4                                                          | Sì | |
| Donald H. Clausen                                                                                     | 1º distretto congressuale della California-CA-1                                                       | Sì | |
| Harold T. Johnson                                                                                     | 2º distretto congressuale della California-CA-2                                                       | Sì | |
| John E. Moss                                                                                          | Terzo distretto congressuale della California - CA-3                                                  | Sì | |
| Robert Leggett                                                                                        | Quarto distretto congressuale della California - CA-4                                                 | Sì | |
| Phillip Burton                                                                                        | Quinto distretto congressuale della California-CA-5                                                   | Yea                                                                                                   | |
| William S. Mailliard                                                                                  | Sesto distretto congressuale della California - CA-6                                                  | Sì | |
| Ron Dellums                                                                                           | 7º distretto congressuale della California - CA-7                                                     | Sì | |
| George P. Miller                                                                                      | Ottavo distretto congressuale della California - CA-8                                                 | Sì | |
| Don Edwards                                                                                           | 9º distretto congressuale della California-CA-9                                                       | Sì | |
| Charles Gubser                                                                                        | 10º distretto congressuale della California - CA-10                                                   | Sì | |
| Pete McCloskey                                                                                        | 11º distretto congressuale della California-CA-11                                                     | Sì | |
| Burt Talcott                                                                                          | 12º distretto congressuale della California-CA-12                                                     | Sì | |
| Charles M. Teague                                                                                     | 13º distretto congressuale della California-CA-13                                                     | Sì | |
| Jerome Waldie                                                                                         | 14º distretto congressuale della California-CA-14                                                     | Sì | |
| John J. McFall                                                                                        | 15º distretto congressuale della California-CA-15                                                     | Sì | |
| B.F. Sisk                                                                                             | 16º distretto congressuale della California-CA-16                                                     | Sì | |
| Glenn M. Anderson                                                                                     | 17º distretto congressuale della California-CA-17                                                     | Sì | |
| Bob Mathias                                                                                           | 18º distretto congressuale della California-CA-18                                                     | Sì | |
| Chester E. Holifield                                                                                  | 19º distretto congressuale della California-CA-19                                                     | Sì | |
| H. Allen Smith                                                                                        | 20º distretto congressuale della California-CA-20                                                     | Sì | |
| Augustus Hawkins                                                                                      | 21º distretto congressuale della California-CA-21                                                     | Sì | |
| James C. Corman                                                                                       | 22º distretto congressuale della California-CA-22                                                     | Sì | |
| Del M. Clawson                                                                                        | 23º distretto congressuale della California-CA-23                                                     | No | |
| John H. Rousselot                                                                                     | 24º distretto congressuale della California-CA-24                                                     | No | |
| Charles E. Wiggins                                                                                    | 25º distretto congressuale della California-CA-25                                                     | No | |
| Thomas M. Rees                                                                                        | 26º distretto congressuale della California-CA-26                                                     | Sì | |
| Barry Goldwater Jr.                                                                                   | 27º distretto congressuale della California-CA-27                                                     | Nay                                                                                                   | |
| Alphonzo E. Bell Jr.                                                                                  | 28º distretto congressuale della California-CA-28                                                     | Sì | |
| Edward R. Roybal                                                                                      | 30º distretto congressuale della California-CA-30                                                     | Yea                                                                                                   | |
| Charles H. Wilson                                                                                     | 31º distretto congressuale della California-CA-31                                                     | Yea                                                                                                   | |
| Craig Hosmer                                                                                          | 32º distretto congressuale della California-CA-32                                                     | Yea                                                                                                   | |
| Jerry Pettis                                                                                          | 33º distretto congressuale della California-CA-33                                                     | Yea                                                                                                   | |
| Richard T. Hanna                                                                                      | 34º distretto congressuale della California-CA-34                                                     | Non votante                                                                                           | |
| John G. Schmitz                                                                                       | 35º distretto congressuale della California-CA-35                                                     | Nay                                                                                                   | |
| Bob Wilson                                                                                            | 36º distretto congressuale della California-CA-36                                                     | Sì | |
| Lionel Van Deerlin                                                                                    | 37º distretto congressuale della California-CA-37                                                     | Yea                                                                                                   | |
| Victor Veysey                                                                                         | 38º distretto congressuale della California-CA-38                                                     | Yea                                                                                                   | |
| Mike McKevitt                                                                                         | 1º distretto congressuale del Colorado-CO-1                                                           | Yea                                                                                                   | |
| Donald G. Brotzman                                                                                    | 2º distretto congressuale del Colorado-CO-2                                                           | Yea                                                                                                   | |
| Frank Evans                                                                                           | 3º distretto congressuale del Colorado-CO-3                                                           | Yea                                                                                                   | |
| Wayne N. Aspinall                                                                                     | 4º distretto congressuale del Colorado-CO-4                                                           | Yea                                                                                                   | |
| William R. Cotter                                                                                     | 1º distretto congressuale del Connecticut-CT-1                                                        | Yea                                                                                                   | |
| Robert H. Steele                                                                                      | 2º distretto congressuale del Connecticut-CT-2                                                        | Yea                                                                                                   | |
| Robert Giaimo                                                                                         | 3º distretto congressuale del Connecticut-CT-3                                                        | Yea                                                                                                   | |
| Stewart McKinney                                                                                      | 4º distretto congressuale del Connecticut-CT-4                                                        | Yea                                                                                                   | |
| John S. Monagan                                                                                       | 5º distretto congressuale del Connecticut-CT-5                                                        | Yea                                                                                                   | |
| Ella Grasso                                                                                           | 6º distretto congressuale del Connecticut-CT-6                                                        | Yea                                                                                                   | |
| Pete du Pont                                                                                          | Distretto congressuale at-large del Delaware-DE at-large                                              | Yea                                                                                                   | |
| Bob Sikes                                                                                             | 1º distretto congressuale della Florida-FL-1                                                          | Yea                                                                                                   | |
| Don Fuqua                                                                                             | 2º distretto congressuale della Florida-FL-2                                                          | Yea                                                                                                   | |
| Charles E. Bennett                                                                                    | 3º distretto congressuale della Florida-FL-3                                                          | Yea                                                                                                   | |
| Bill Chappell                                                                                         | 4º distretto congressuale della Florida-FL-4                                                          | Yea                                                                                                   | |
| Louis Frey, Jr.                                                                                       | 5º distretto congressuale della Florida-FL-5                                                          | Yea                                                                                                   | |
| Sam Gibbons                                                                                           | 6º distretto congressuale della Florida-FL-6                                                          | Yea                                                                                                   | |
| James A. Haley                                                                                        | 7º distretto congressuale della Florida-FL-7                                                          | Yea                                                                                                   | |
| Bill Young                                                                                            | 8º distretto congressuale della Florida-FL-8                                                          | Yea                                                                                                   | |
| Paul Rogers                                                                                           | 9º distretto congressuale della Florida-FL-9                                                          | Yea                                                                                                   | |
| J. Herbert Burke                                                                                      | 10º distretto congressuale della Florida-FL-10                                                        | Yea                                                                                                   | |
| Claude Pepper                                                                                         | 11º distretto congressuale della Florida-FL-11                                                        | Yea                                                                                                   | |
| Dante Fascell                                                                                         | 12º distretto congressuale della Florida-FL-12                                                        | Yea                                                                                                   | |
| George Elliot Hagan                                                                                   | 1º distretto congressuale della Georgia-GA-1                                                          | Yea                                                                                                   | |
| Dawson Mathis                                                                                         | 2º distretto congressuale della Georgia-GA-2                                                          | Yea                                                                                                   | |
| Jack Brinkley                                                                                         | 3º distretto congressuale della Georgia-GA-3                                                          | Yea                                                                                                   | |
| Benjamin B. Blackburn                                                                                 | 4º distretto congressuale della Georgia-GA-4                                                          | Yea                                                                                                   | |
| Fletcher Thompson                                                                                     | 5º distretto congressuale della Georgia-GA-5                                                          | Yea                                                                                                   | |
| John Flynt                                                                                            | 6º distretto congressuale della Georgia-GA-6                                                          | Yea                                                                                                   | |
| John W. Davis                                                                                         | 7º distretto congressuale della Georgia-GA-7                                                          | Yea                                                                                                   | |
| W. S. Stuckey, Jr.                                                                                    | 8º distretto congressuale della Georgia-GA-8                                                          | Yea                                                                                                   | |
| Phillip M. Landrum                                                                                    | 9º distretto congressuale della Georgia-GA-9                                                          | Yea                                                                                                   | |
| Robert Grier Stephens, Jr.                                                                            | 10º distretto congressuale della Georgia-GA-10                                                        | Yea                                                                                                   | |
| Spark Matsunaga                                                                                       | 1º distretto congressuale delle Hawaii-HI-1                                                           | Yea                                                                                                   | |
| Patsy Mink                                                                                            | 2º distretto congressuale delle Hawaii-HI-2                                                           | Non votante                                                                                           | |
| James A. McClure                                                                                      | 1º distretto congressuale dell'Idaho-ID-1                                                             | Yea                                                                                                   | |
| Orval H. Hansen                                                                                       | 2º distretto congressuale dell'Idaho-ID-2                                                             | Yea                                                                                                   | |
| Ralph Metcalfe                                                                                        | 3º distretto congressuale dell'Illinois-IL-3                                                          | Yea                                                                                                   | |
| Abner J. Mikva                                                                                        | 2º distretto congressuale dell'Illinois-IL-2                                                          | Yea                                                                                                   | |
| Morgan F. Murphy                                                                                      | 3º distretto congressuale dell'Illinois-IL-1                                                          | Yea                                                                                                   | |
| Ed Derwinski                                                                                          | 4º distretto congressuale dell'Illinois-IL-4                                                          | Yea                                                                                                   | |
| John C. Kluczynski                                                                                    | 5º distretto congressuale dell'Illinois-IL-5                                                          | Yea                                                                                                   | |
| George W. Collins                                                                                     | 6º distretto congressuale dell'Illinois-IL-6                                                          | Yea                                                                                                   | |
| Frank Annunzio                                                                                        | 7º distretto congressuale dell'Illinois-IL-7                                                          | Yea                                                                                                   | |
| Dan Rostenkowski                                                                                      | 8º distretto congressuale dell'Illinois-IL-8                                                          | Yea                                                                                                   | |
| Sidney R. Yates                                                                                       | 9º distretto congressuale dell'Illinois-IL-9                                                          | Yea                                                                                                   | |
| Harold R. Collier                                                                                     | 10º distretto congressuale dell'Illinois-IL-10                                                        | Yea                                                                                                   | |
| Roman Pucinski                                                                                        | 11º distretto congressuale dell'Illinois-IL-11                                                        | Yea                                                                                                   | |
| Robert McClory                                                                                        | 12º distretto congressuale dell'Illinois-IL-12                                                        | Yea                                                                                                   | |
| Phil Crane                                                                                            | 13º distretto congressuale dell'Illinois-IL-13                                                        | Yea                                                                                                   | |
| John N. Erlenborn                                                                                     | 14º distretto congressuale dell'Illinois-IL-14                                                        | Yea                                                                                                   | |
| Charlotte Thompson                                                                                    | 15º distretto congressuale dell'Illinois-IL-15                                                        | Yea                                                                                                   | |
| John B. Anderson                                                                                      | 16º distretto congressuale dell'Illinois-IL-16                                                        | Yea                                                                                                   | |
| Leslie C. Arends                                                                                      | 17º distretto congressuale dell'Illinois-IL-17                                                        | Yea                                                                                                   | |
| Robert H. Michel                                                                                      | 18º distretto congressuale dell'Illinois-IL-18                                                        | Nay                                                                                                   | |
| Tom Railsback                                                                                         | 19º distretto congressuale dell'Illinois-IL-19                                                        | Sì | |
| Paul Findley                                                                                          | 20º distretto congressuale dell'Illinois-IL-20                                                        | Yea                                                                                                   | |
| Kenneth J. Gray                                                                                       | 21º distretto congressuale dell'Illinois-IL-21                                                        | Yea                                                                                                   | |
| William L. Springer                                                                                   | 22º distretto congressuale dell'Illinois-IL-22                                                        | Yea                                                                                                   | |
| George E. Shipley                                                                                     | 23º distretto congressuale dell'Illinois-IL-23                                                        | Yea                                                                                                   | |
| Melvin Price                                                                                          | 24º distretto congressuale dell'Illinois-IL-24                                                        | Yea                                                                                                   | |
| Ray Madden                                                                                            | 1º distretto congressuale dell'Indiana-IN-1                                                           | Yea                                                                                                   | |
| Earl Landgrebe                                                                                        | 2º distretto congressuale dell'Indiana-IN-2                                                           | Non votante                                                                                           | |
| John Brademas                                                                                         | 3º distretto congressuale dell'Indiana-IN-3                                                           | Yea                                                                                                   | |
| J. Edward Roush                                                                                       | 4º distretto congressuale dell'Indiana-IN-4                                                           | Yea                                                                                                   | |
| Elwood Hillis                                                                                         | 5º distretto congressuale dell'Indiana-IN-5                                                           | Yea                                                                                                   | |
| William G. Bray                                                                                       | 6º distretto congressuale dell'Indiana-IN-6                                                           | Yea                                                                                                   | |
| John T. Myers                                                                                         | 7º distretto congressuale dell'Indiana-IN-7                                                           | Yea                                                                                                   | |
| Roger H. Zion                                                                                         | 8º distretto congressuale dell'Indiana-IN-8                                                           | Yea                                                                                                   | |
| Lee H. Hamilton                                                                                       | 9º distretto congressuale dell'Indiana-IN-9                                                           | Yea                                                                                                   | |
| David W. Dennis                                                                                       | 10º distretto congressuale dell'Indiana-IN-10                                                         | Yea                                                                                                   | |
| Andrew Jacobs, Jr.                                                                                    | 11º distretto congressuale dell'Indiana-IN-11                                                         | Yea                                                                                                   | |
| Fred Schwengel                                                                                        | 1º distretto congressuale dell'Iowa-IA-1                                                              | Yea                                                                                                   | |
| John Culver                                                                                           | 2º distretto congressuale dello Iowa-IA-2                                                             | Yea                                                                                                   | |
| H. R. Gross                                                                                           | 3º distretto congressuale dell'Iowa-IA-3                                                              | Nay                                                                                                   | |
| John Henry Kyl                                                                                        | 4º distretto congressuale dello Iowa-IA-4                                                             | Yea                                                                                                   | |
| Neal Edward Smith                                                                                     | 5º distretto congressuale dell'Iowa-IA-5                                                              | Yea                                                                                                   | |
| Wiley Mayne                                                                                           | 6º distretto congressuale dell'Iowa-IA-6                                                              | Nay                                                                                                   | |
| William J. Scherle                                                                                    | 7º distretto congressuale dell'Iowa-IA-7                                                              | Sì | |
| Keith Sebelius                                                                                        | 1º distretto congressuale del Kansas-KS-1                                                             | Yea                                                                                                   | |
| William R. Roy                                                                                        | 2º distretto congressuale del Kansas-KS-2                                                             | Yea                                                                                                   | |
| Larry Winn                                                                                            | 3º distretto congressuale del Kansas-KS-3                                                             | Yea                                                                                                   | |
| Garner E. Shriver                                                                                     | 4º distretto congressuale del Kansas-KS-4                                                             | Yea                                                                                                   | |
| Joe Skubitz                                                                                           | 5º distretto congressuale del Kansas-KS-5                                                             | Yea                                                                                                   | |
| Frank Stubblefield                                                                                    | 1º distretto congressuale del Kentucky-KY-1                                                           | Yea                                                                                                   | |
| William Natcher                                                                                       | 2º distretto congressuale del Kentucky-KY-2                                                           | Yea                                                                                                   | |
| Romano Mazzoli                                                                                        | 3º distretto congressuale del Kentucky-KY-3                                                           | Yea                                                                                                   | |
| Gene Snyder                                                                                           | 4º distretto congressuale del Kentucky-KY-4                                                           | Yea                                                                                                   | |
| Tim Lee Carter                                                                                        | 5º distretto congressuale del Kentucky-KY-5                                                           | Yea                                                                                                   | |
| John C. Watts                                                                                         | 6º distretto congressuale del Kentucky-KY-6                                                           | Yea                                                                                                   | |
| Carl D. Perkins                                                                                       | 7º distretto congressuale del Kentucky-KY-7                                                           | Yea                                                                                                   | |
| F. Edward Hébert                                                                                      | 1º distretto congressuale della Louisiana-LA-1                                                        | Nay                                                                                                   | |
| Hale Boggs                                                                                            | 2º distretto congressuale della Louisiana-LA-2                                                        | Yea                                                                                                   | |
| Patrick T. Caffery                                                                                    | 3º distretto congressuale della Louisiana-LA-3                                                        | Yea                                                                                                   | |
| Joe Waggoner                                                                                          | 4º distretto congressuale della Louisiana-LA-4                                                        | Yea                                                                                                   | |
| Otto Passman                                                                                          | 5º distretto congressuale della Louisiana-LA-5                                                        | Yea                                                                                                   | |
| John Rarick                                                                                           | 6º distretto congressuale della Louisiana-LA-6                                                        | Nay                                                                                                   | |
| Edwin Edwards                                                                                         | 7º distretto congressuale della Louisiana-LA-7                                                        | Non votante                                                                                           | |
| Speedy Long                                                                                           | 8º distretto congressuale della Louisiana-LA-8                                                        | Yea                                                                                                   | |
| Peter Kyros                                                                                           | 1º distretto congressuale del Maine-ME-1                                                              | Yea                                                                                                   | |
| William Hathaway                                                                                      | 2º distretto congressuale del Maine-ME-2                                                              | Yea                                                                                                   | |
| Vacante                                                                                               | 1º distretto congressuale del Maryland - MD-1                                                         | | |
| Clarence Long                                                                                         | 2º distretto congressuale del Maryland-MD-2                                                           | Yea                                                                                                   | |
| Edward Garmatz                                                                                        | 3º distretto congressuale del Maryland-MD-3                                                           | Yea                                                                                                   | |
| Paul Sarbanes                                                                                         | 4º distretto congressuale del Maryland-MD-4                                                           | Yea                                                                                                   | |
| Lawrence Hogan                                                                                        | 5º distretto congressuale del Maryland-MD-5                                                           | Yea                                                                                                   | |
| Goodloe Byron                                                                                         | 6º distretto congressuale del Maryland-MD-6                                                           | Yea                                                                                                   | |
| Parren Mitchell                                                                                       | 7º distretto congressuale del Maryland-MD-7                                                           | Yea                                                                                                   | |
| Gilbert Gude                                                                                          | 8º distretto congressuale del Maryland-MD-8                                                           | Yea                                                                                                   | |
| Silvio O. Conte                                                                                       | 1º distretto congressuale del Massachusetts-MA-1                                                      | Yea                                                                                                   | |
| Edward Boland                                                                                         | 2º distretto congressuale del Massachusetts-MA-2                                                      | Yea                                                                                                   | |
| Robert Drinan                                                                                         | 3º distretto congressuale del Massachusetts-MA-3                                                      | Yea                                                                                                   | |
| Harold Donohue                                                                                        | 4º distretto congressuale del Massachusetts-MA-4                                                      | Yea                                                                                                   | |
| F. Bradford Morse                                                                                     | Massachusetts's 5th congressional district-MA-5                                                       | Yea                                                                                                   | |
| Michael J. Harrington                                                                                 | 6º distretto congressuale del Massachusetts-MA-6                                                      | Yea                                                                                                   | |
| Torbert Macdonald                                                                                     | 7º distretto congressuale del Massachusetts-MA-7                                                      | Yea                                                                                                   | |
| Tip O'Neill                                                                                           | 8º distretto congressuale del Massachusetts-MA-8                                                      | Yea                                                                                                   | |
| Louise Day Hicks                                                                                      | 9º distretto congressuale del Massachusetts-MA-9                                                      | Yea                                                                                                   | |
| Margaret Heckler                                                                                      | 10º distretto congressuale del Massachusetts-MA-10                                                    | Yea                                                                                                   | |
| James A. Burke                                                                                        | 11º distretto congressuale del Massachusetts-MA-11                                                    | Yea                                                                                                   | |
| Hastings Keith                                                                                        | 12º distretto congressuale del Massachusetts-MA-12                                                    | Yea                                                                                                   | |
| John Conyers                                                                                          | 1º distretto congressuale del Michigan-MI-1                                                           | Yea                                                                                                   | |
| Marvin L. Esch                                                                                        | 2º distretto congressuale del Michigan-MI-2                                                           | Yea                                                                                                   | |
| Garry E. Brown                                                                                        | 3º distretto congressuale del Michigan-MI-3                                                           | Yea                                                                                                   | |
| J. Edward Hutchinson                                                                                  | 4º distretto congressuale del Michigan-MI-4                                                           | Nay                                                                                                   | |
| Gerald Ford                                                                                           | 5º distretto congressuale del Michigan-MI-5                                                           | Sì | |
| Charles E. Chamberlain                                                                                | 6º distretto congressuale del Michigan-MI-6                                                           | Yea                                                                                                   | |
| Donald Riegle                                                                                         | 7º distretto congressuale del Michigan-MI-7                                                           | Yea                                                                                                   | |
| R. James Harvey                                                                                       | 8º distretto congressuale del Michigan-MI-8                                                           | Yea                                                                                                   | |
| Guy Vander Jagt                                                                                       | 9º distretto congressuale del Michigan-MI-9                                                           | Yea                                                                                                   | |
| Elford Albin Cederberg                                                                                | 10º distretto congressuale del Michigan-MI-10                                                         | Yea                                                                                                   | |
| Philip Ruppe                                                                                          | 11º distretto congressuale del Michigan-MI-11                                                         | Yea                                                                                                   | |
| James G. O'Hara                                                                                       | 12º distretto congressuale del Michigan-MI-12                                                         | Yea                                                                                                   | |
| Charles Diggs                                                                                         | 13º distretto congressuale del Michigan-MI-13                                                         | Yea                                                                                                   | |
| Lucien Nedzi                                                                                          | 14º distretto congressuale del Michigan-MI-14                                                         | Yea                                                                                                   | |
| William D. Ford                                                                                       | 15º distretto congressuale del Michigan-MI-15                                                         | Yea                                                                                                   | |
| John Dingell                                                                                          | 16º distretto congressuale del Michigan-MI-16                                                         | Yea                                                                                                   | |
| Martha Griffiths                                                                                      | 17º distretto congressuale del Michigan-MI-17                                                         | Yea                                                                                                   | |
| William Broomfield                                                                                    | 18º distretto congressuale del Michigan-MI-18                                                         | Yea                                                                                                   | |
| Jack H. McDonald                                                                                      | 19º distretto congressuale del Michigan-MI-19                                                         | Yea                                                                                                   | |
| Al Quie                                                                                               | 1º distretto congressuale del Minnesota-MN-1                                                          | Yea                                                                                                   | |
| Ancher Nelsen                                                                                         | 2º distretto congressuale del Minnesota-MN-2                                                          | Yea                                                                                                   | |
| Bill Frenzel                                                                                          | 3º distretto congressuale del Minnesota-MN-3                                                          | Yea                                                                                                   | |
| Joseph Karth                                                                                          | 4º distretto congressuale del Minnesota-MN-4                                                          | Yea                                                                                                   | |
| Donald M. Fraser                                                                                      | 5º distretto congressuale del Minnesota-MN-5                                                          | Yea                                                                                                   | |
| John M. Zwach                                                                                         | 6º distretto congressuale del Minnesota-MN-6                                                          | Yea                                                                                                   | |
| Robert Bergland                                                                                       | 7º distretto congressuale del Minnesota-MN-7                                                          | Yea                                                                                                   | |
| John Blatnik                                                                                          | 8º distretto congressuale del Minnesota-MN-8                                                          | Yea                                                                                                   | |
| Thomas Abernethy                                                                                      | 1º distretto congressuale del Mississippi-MS-1                                                        | Yea                                                                                                   | |
| Jamie Whitten                                                                                         | 2º distretto congressuale del Mississippi-MS-2                                                        | Yea                                                                                                   | |
| Charles H. Griffin                                                                                    | 3º distretto congressuale del Mississippi-MS-3                                                        | Yea                                                                                                   | |
| Sonny Montgomery                                                                                      | 4º distretto congressuale del Mississippi-MS-4                                                        | Yea                                                                                                   | |
| William M. Colmer                                                                                     | 5º distretto congressuale del Mississippi-MS-5                                                        | Yea                                                                                                   | |
| William Clay, Sr.                                                                                     | 1º distretto congressuale del Missouri-MO-1                                                           | Non votante                                                                                           | |
| James W. Symington                                                                                    | 2º distretto congressuale del Missouri-MO-2                                                           | Yea                                                                                                   | |
| Leonor Sullivan                                                                                       | 3º distretto congressuale del Missouri-MO-3                                                           | Yea                                                                                                   | |
| William J. Randall                                                                                    | 4º distretto congressuale del Missouri-MO-4                                                           | Yea                                                                                                   | |
| Richard Walker Bolling                                                                                | Quinto distretto congressuale del Missouri-MO-5                                                       | Yea                                                                                                   | |
| William Raleigh Hull, Jr.                                                                             | 6º distretto congressuale del Missouri-MO-6                                                           | Yea                                                                                                   | |
| Durward Gorham Hall                                                                                   | 7º distretto congressuale del Missouri-MO-7                                                           | Nay                                                                                                   | |
| Richard Howard Ichord, Jr.                                                                            | 8º distretto congressuale del Missouri-MO-8                                                           | Sì | |
| William L. Hungate                                                                                    | 9º distretto congressuale del Missouri-MO-9                                                           | Yea                                                                                                   | |
| Bill Burlison                                                                                         | 10º distretto congressuale del Missouri-MO-10                                                         | Yea                                                                                                   | |
| Richard G. Shoup                                                                                      | 1º distretto congressuale del Montana-MT-1                                                            | Yea                                                                                                   | |
| John Melcher                                                                                          | 2º distretto congressuale del Montana-MT-2                                                            | Yea                                                                                                   | |
| Charles Thone                                                                                         | 1º distretto congressuale del Nebraska-NE-1                                                           | Yea                                                                                                   | |
| John Y. McCollister                                                                                   | 2º distretto congressuale del Nebraska-NE-2                                                           | Yea                                                                                                   | |
| David Martin                                                                                          | 3º distretto congressuale del Nebraska-NE-3                                                           | Yea                                                                                                   | |
| Walter S. Baring, Jr.                                                                                 | Distretto congressuale at-large del Nevada-NV at-large                                                | Yea                                                                                                   | |
| Louis C. Wyman                                                                                        | 1º distretto congressuale del New Hampshire-NH-1                                                      | Yea                                                                                                   | |
| James Colgate Cleveland                                                                               | 2º distretto congressuale del New Hampshire-NH-2                                                      | Yea                                                                                                   | |
| John E. Hunt                                                                                          | 1º distretto congressuale del New Jersey-NJ-1                                                         | Yea                                                                                                   | |
| Charles W. Sandman, Jr.                                                                               | 2º distretto congressuale del New Jersey-NJ-2                                                         | Yea                                                                                                   | |
| James J. Howard                                                                                       | 3º distretto congressuale del New Jersey-NJ-3                                                         | Yea                                                                                                   | |
| Frank Thompson                                                                                        | 4º distretto congressuale del New Jersey-NJ-4                                                         | Yea                                                                                                   | |
| Peter Frelinghuysen, Jr.                                                                              | 5º distretto congressuale del New Jersey-NJ-5                                                         | Yea                                                                                                   | |
| Edwin B. Forsythe                                                                                     | 6º distretto congressuale del New Jersey-NJ-6                                                         | Yea                                                                                                   | |
| William B. Widnall                                                                                    | 7º distretto congressuale del New Jersey-NJ-7                                                         | Yea                                                                                                   | |
| Robert A. Roe                                                                                         | 8º distretto congressuale del New Jersey-NJ-8                                                         | Yea                                                                                                   | |
| Henry Helstoski                                                                                       | 9º distretto congressuale del New Jersey-NJ-9                                                         | Yea                                                                                                   | |
| Peter W. Rodino                                                                                       | 10º distretto congressuale del New Jersey-NJ-10                                                       | Yea                                                                                                   | |
| Joseph Minish                                                                                         | 11º distretto congressuale del New Jersey-NJ-11                                                       | Yea                                                                                                   | |
| Florence P. Dwyer                                                                                     | 12º distretto congressuale del New Jersey-NJ-12                                                       | Yea                                                                                                   | |
| Cornelius Gallagher                                                                                   | 13º distretto congressuale del New Jersey-NJ-13                                                       | Yea                                                                                                   | |
| Dominick V. Daniels                                                                                   | 14º distretto congressuale del New Jersey-NJ-14                                                       | Yea                                                                                                   | |
| Edward J. Patten                                                                                      | 15º distretto congressuale del New Jersey-NJ-15                                                       | Yea                                                                                                   | |
| Manuel Lujan, Jr.                                                                                     | 1º distretto congressuale del New Mexico-NM-1                                                         | Yea                                                                                                   | |
| Harold L. Runnels                                                                                     | 2º distretto congressuale del New Mexico-NM-2                                                         | Yea                                                                                                   | |
| Otis G. Pike                                                                                          | 1º distretto congressuale di New York-NY-1                                                            | Yea                                                                                                   | |
| James R. Grover, Jr.                                                                                  | 2º distretto congressuale di New York-NY-2                                                            | Yea                                                                                                   | |
| Lester L. Wolff                                                                                       | 3º distretto congressuale di New York-NY-3                                                            | Yea                                                                                                   | |
| John W. Wydler                                                                                        | 4º distretto congressuale di New York-NY-4                                                            | Yea                                                                                                   | |
| Norman F. Lent                                                                                        | 5º distretto congressuale di New York-NY-5                                                            | Yea                                                                                                   | |
| Seymour Halpern                                                                                       | 6º distretto congressuale di New York-NY-6                                                            | Yea                                                                                                   | |
| Joseph P. Addabbo                                                                                     | 7º distretto congressuale di New York-NY-7                                                            | Yea                                                                                                   | |
| Benjamin Stanley Rosenthal                                                                            | 8º distretto congressuale di New York-NY-8                                                            | Yea                                                                                                   | |
| James J. Delaney                                                                                      | 9º distretto congressuale di New York-NY-9                                                            | Yea                                                                                                   | |
| Emanuel Celler                                                                                        | 10º distretto congressuale di New York-NY-10                                                          | Yea                                                                                                   | |
| Frank J. Brasco                                                                                       | 11º distretto congressuale di New York-NY-11                                                          | Yea                                                                                                   | |
| Shirley Chisholm                                                                                      | 12º distretto congressuale di New York-NY-12                                                          | Yea                                                                                                   | |
| Bertram L. Podell                                                                                     | 13º distretto congressuale di New York-NY-13                                                          | Yea                                                                                                   | |
| John J. Rooney                                                                                        | 14º distretto congressuale di New York-NY-14                                                          | Non votante                                                                                           | |
| Hugh Carey                                                                                            | 15º distretto congressuale di New York-NY-15                                                          | Yea                                                                                                   | |
| John M. Murphy                                                                                        | 16º distretto congressuale di New York-NY-16                                                          | Yea                                                                                                   | |
| Ed Koch                                                                                               | 17º distretto congressuale di New York-NY-17                                                          | Yea                                                                                                   | |
| Charles Rangel                                                                                        | 18º distretto congressuale di New York-NY-18                                                          | Yea                                                                                                   | |
| Bella Abzug                                                                                           | 19º distretto congressuale di New York-NY-19                                                          | Yea                                                                                                   | |
| William Fitts Ryan                                                                                    | 20º distretto congressuale di New York-NY-20                                                          | Yea                                                                                                   | |
| James H. Scheuer                                                                                      | 21º distretto congressuale di New York-NY-21                                                          | Yea                                                                                                   | |
| Herman Badillo                                                                                        | 22º distretto congressuale di New York-NY-22                                                          | Yea                                                                                                   | |
| Jonathan Brewster Bingham                                                                             | 23º distretto congressuale di New York-NY-23                                                          | Yea                                                                                                   | |
| Mario Biaggi                                                                                          | 24º distretto congressuale di New York-NY-24                                                          | Yea                                                                                                   | |
| Peter A. Peyser                                                                                       | 25º distretto congressuale di New York-NY-25                                                          | Yea                                                                                                   | |
| Ogden Reid                                                                                            | 26º distretto congressuale di New York-NY-26                                                          | Yea                                                                                                   | |
| John G. Dow                                                                                           | 27º distretto congressuale di New York-NY-27                                                          | Yea                                                                                                   | |
| Hamilton Fish IV                                                                                      | 28º distretto congressuale di New York-NY-28                                                          | Yea                                                                                                   | |
| Samuel S. Stratton                                                                                    | 29º distretto congressuale di New York-NY-29                                                          | Yea                                                                                                   | |
| Carleton J. King                                                                                      | 30º distretto congressuale di New York-NY-30                                                          | Yea                                                                                                   | |
| Robert C. McEwen                                                                                      | 31º distretto congressuale di New York-NY-31                                                          | Yea                                                                                                   | |
| Alexander Pirnie                                                                                      | 32º distretto congressuale di New York-NY-32                                                          | Yea                                                                                                   | |
| Howard W. Robison                                                                                     | 33º distretto congressuale di New York-NY-33                                                          | Yea                                                                                                   | |
| John H. Terry                                                                                         | 34º distretto congressuale di New York-NY-34                                                          | Yea                                                                                                   | |
| James M. Hanley                                                                                       | 35º distretto congressuale di New York-NY-35                                                          | Yea                                                                                                   | |
| Frank Horton                                                                                          | 36º distretto congressuale di New York-NY-36                                                          | Yea                                                                                                   | |
| Barber Conable                                                                                        | 37º distretto congressuale di New York-NY-37                                                          | Yea                                                                                                   | |
| James F. Hastings                                                                                     | 38º distretto congressuale di New York-NY-38                                                          | Yea                                                                                                   | |
| Jack Kemp                                                                                             | 39º distretto congressuale di New York-NY-39                                                          | Yea                                                                                                   | |
| Henry P. Smith III                                                                                    | 40º distretto congressuale di New York-NY-40                                                          | Yea                                                                                                   | |
| Thaddeus J. Dulski                                                                                    | 41º distretto congressuale di New York-NY-41                                                          | Yea                                                                                                   | |
| Walter B. Jones, Sr.                                                                                  | 1º distretto congressuale della Carolina del Nord-NC-1                                                | Yea                                                                                                   | |
| Lawrence H. Fountain                                                                                  | 2º distretto congressuale della Carolina del Nord-NC-2                                                | Yea                                                                                                   | |
| David N. Henderson                                                                                    | Terzo distretto congressuale della Carolina del Nord-NC-3                                             | Yea                                                                                                   | |
| Nick Galifianakis                                                                                     | Quarto distretto congressuale della Carolina del Nord-NC-4                                            | Yea                                                                                                   | |
| Wilmer Mizell                                                                                         | 5º distretto congressuale della Carolina del Nord-NC-5                                                | Yea                                                                                                   | |
| L. Richardson Preyer                                                                                  | 6º distretto congressuale della Carolina del Nord-NC-6                                                | Yea                                                                                                   | |
| Alton Lennon                                                                                          | 7º distretto congressuale della Carolina del Nord-NC-7                                                | Yea                                                                                                   | |
| Earl B. Ruth                                                                                          | 8º distretto congressuale della Carolina del Nord-NC-8                                                | Yea                                                                                                   | |
| Charles R. Jonas                                                                                      | 9º distretto congressuale della Carolina del Nord-NC-9                                                | Yea                                                                                                   | |
| Jim Broyhill                                                                                          | 10º distretto congressuale della Carolina del Nord-NC-10                                              | Yea                                                                                                   | |
| Roy A. Taylor                                                                                         | 11º distretto congressuale della Carolina del Nord-NC-11                                              | Yea                                                                                                   | |
| Mark Andrews                                                                                          | 1º distretto congressuale del North Dakota-ND-1                                                       | Yea                                                                                                   | |
| Arthur A. Link                                                                                        | 2º distretto congressuale del North Dakota-ND-2                                                       | Yea                                                                                                   | |
| William J. Keating                                                                                    | 1º distretto congressuale dell'Ohio-OH-1                                                              | Yea                                                                                                   | |
| Donald D. Clancy                                                                                      | 2º distretto congressuale dell'Ohio-OH-2                                                              | Yea                                                                                                   | |
| Charles W. Whalen, Jr.                                                                                | 3º distretto congressuale dell'Ohio-OH-3                                                              | Yea                                                                                                   | |
| William Moore McCulloch                                                                               | 4º distretto congressuale dell'Ohio-OH-4                                                              | Non votante                                                                                           | |
| Del Latta                                                                                             | 5º distretto congressuale dell'Ohio-OH-5                                                              | Yea                                                                                                   | |
| Bill Harsha                                                                                           | 6º distretto congressuale dell'Ohio-OH-6                                                              | Yea                                                                                                   | |
| Bud Brown                                                                                             | 7º distretto congressuale dell'Ohio-OH-7                                                              | Yea                                                                                                   | |
| Jackson Edward Betts                                                                                  | 8º distretto congressuale dell'Ohio-OH-8                                                              | Yea                                                                                                   | |
| Thomas L. Ashley                                                                                      | 9º distretto congressuale dell'Ohio-OH-9                                                              | Yea                                                                                                   | |
| Clarence E. Miller                                                                                    | 10º distretto congressuale dell'Ohio-OH-10                                                            | Yea                                                                                                   | |
| J. William Stanton                                                                                    | 11º distretto congressuale dell'Ohio-OH-11                                                            | Yea                                                                                                   | |
| Samuel L. Devine                                                                                      | 12º distretto congressuale dell'Ohio-OH-12                                                            | Yea                                                                                                   | |
| Charles Adams Mosher                                                                                  | 13º distretto congressuale dell'Ohio-OH-13                                                            | Yea                                                                                                   | |
| John F. Seiberling                                                                                    | 14º distretto congressuale dell'Ohio-OH-14                                                            | Yea                                                                                                   | |
| Chalmers Wylie                                                                                        | 15º distretto congressuale dell'Ohio-OH-15                                                            | Yea                                                                                                   | |
| Frank T. Bow                                                                                          | 16º distretto congressuale dell'Ohio-OH-16                                                            | Yea                                                                                                   | |
| John M. Ashbrook                                                                                      | 17º distretto congressuale dell'Ohio-OH-17                                                            | Yea                                                                                                   | |
| Wayne Hays                                                                                            | 18º distretto congressuale dell'Ohio-OH-18                                                            | Yea                                                                                                   | |
| Charles J. Carney                                                                                     | 19º distretto congressuale dell'Ohio-OH-19                                                            | Yea                                                                                                   | |
| James V. Stanton                                                                                      | 20º distretto congressuale dell'Ohio-OH-20                                                            | Yea                                                                                                   | |
| Louis Stokes                                                                                          | 21º distretto congressuale dell'Ohio-OH-21                                                            | Yea                                                                                                   | |
| Charles Vanik                                                                                         | 22º distretto congressuale dell'Ohio-OH-22                                                            | Yea                                                                                                   | |
| William Edwin Minshall, Jr.                                                                           | 23º distretto congressuale dell'Ohio-OH-23                                                            | Yea                                                                                                   | |
| Walter E. Powell                                                                                      | 24º distretto congressuale dell'Ohio-OH-24                                                            | Yea                                                                                                   | |
| Page Belcher                                                                                          | 1º distretto congressuale dell'Oklahoma-OK-1                                                          | Yea                                                                                                   | |
| Ed Edmondson                                                                                          | 2º distretto congressuale dell'Oklahoma-OK-2                                                          | Yea                                                                                                   | |
| Carl Albert                                                                                           | 3º distretto congressuale dell'Oklahoma-OK-3                                                          | Yea                                                                                                   | |
| Tom Steed                                                                                             | 4º distretto congressuale dell'Oklahoma-OK-4                                                          | Yea                                                                                                   | |
| John Jarman                                                                                           | Quinto distretto congressuale dell'Oklahoma-OK-5                                                      | Yea                                                                                                   | |
| John Newbold Camp                                                                                     | 6º distretto congressuale dell'Oklahoma-OK-6                                                          | Yea                                                                                                   | |
| Wendell Wyatt                                                                                         | 1º distretto congressuale dell'Oregon-OR-1                                                            | Nay                                                                                                   | |
| Al Ullman                                                                                             | 2º distretto congressuale dell'Oregon-OR-2                                                            | Sì | |
| Edith Green                                                                                           | 3º distretto congressuale dell'Oregon-OR-3                                                            | Nay                                                                                                   | |
| John R. Dellenback                                                                                    | 4º distretto congressuale dell'Oregon-OR-4                                                            | Sì | |
| William A. Barrett                                                                                    | 1º distretto congressuale della Pennsylvania-PA-1                                                     | Yea                                                                                                   | |
| Robert N. C. Nix, Sr.                                                                                 | 2º distretto congressuale della Pennsylvania-PA-2                                                     | Yea                                                                                                   | |
| James A. Byrne                                                                                        | Terzo distretto congressuale della Pennsylvania-PA-3                                                  | Yea                                                                                                   | |
| Joshua Eilberg                                                                                        | 4º distretto congressuale della Pennsylvania-PA-4                                                     | Yea                                                                                                   | |
| William J. Green III                                                                                  | Quinto distretto congressuale della Pennsylvania-PA-5                                                 | Non votante                                                                                           | |
| Gus Yatron                                                                                            | Sesto distretto congressuale della Pennsylvania-PA-6                                                  | Yea                                                                                                   | |
| Lawrence G. Williams                                                                                  | 7º distretto congressuale della Pennsylvania-PA-7                                                     | Yea                                                                                                   | |
| Edward G. Biester, Jr.                                                                                | Ottavo distretto congressuale della Pennsylvania-PA-8                                                 | Yea                                                                                                   | |
| John H. Ware III                                                                                      | 9º distretto congressuale della Pennsylvania-PA-9                                                     | Yea                                                                                                   | |
| Joseph M. McDade                                                                                      | 10º distretto congressuale della Pennsylvania-PA-10                                                   | Yea                                                                                                   | |
| Daniel Flood                                                                                          | 11º distretto congressuale della Pennsylvania-PA-11                                                   | Yea                                                                                                   | |
| J. Irving Whalley                                                                                     | 12º distretto congressuale della Pennsylvania-PA-12                                                   | Yea                                                                                                   | |
| Lawrence Coughlin                                                                                     | 13º distretto congressuale della Pennsylvania-PA-13                                                   | Yea                                                                                                   | |
| William S. Moorhead                                                                                   | 14º distretto congressuale della Pennsylvania-PA-14                                                   | Yea                                                                                                   | |
| Fred B. Rooney                                                                                        | 15º distretto congressuale della Pennsylvania-PA-15                                                   | Yea                                                                                                   | |
| Edwin D. Eshleman                                                                                     | 16º distretto congressuale della Pennsylvania-PA-16                                                   | Yea                                                                                                   | |
| Herman T. Schneebeli                                                                                  | 17º distretto congressuale della Pennsylvania-PA-17                                                   | Yea                                                                                                   | |
| Robert J. Corbett                                                                                     | 18º distretto congressuale della Pennsylvania-PA-18                                                   | Non votante                                                                                           | |
| George A. Goodling                                                                                    | 19º distretto congressuale della Pennsylvania-PA-19                                                   | Yea                                                                                                   | |
| Joseph M. Gaydos                                                                                      | 20º distretto congressuale della Pennsylvania-PA-20                                                   | Yea                                                                                                   | |
| John Herman Dent                                                                                      | 21º distretto congressuale della Pennsylvania-PA-21                                                   | Non votante                                                                                           | |
| John P. Saylor                                                                                        | 22º distretto congressuale della Pennsylvania-PA-22                                                   | Yea                                                                                                   | |
| Albert W. Johnson                                                                                     | 23º distretto congressuale della Pennsylvania-PA-23                                                   | Yea                                                                                                   | |
| Joseph P. Vigorito                                                                                    | 24º distretto congressuale della Pennsylvania-PA-24                                                   | Yea                                                                                                   | |
| Frank M. Clark                                                                                        | 25º distretto congressuale della Pennsylvania-PA-25                                                   | Yea                                                                                                   | |
| Thomas E. Morgan                                                                                      | 26º distretto congressuale della Pennsylvania-PA-26                                                   | Yea                                                                                                   | |
| James G. Fulton                                                                                       | 27º distretto congressuale della Pennsylvania-PA-27                                                   | Yea                                                                                                   | |
| Fernand St. Germain                                                                                   | 1º distretto congressuale del Rhode Island-RI-1                                                       | Yea                                                                                                   | |
| Robert Tiernan                                                                                        | 2º distretto congressuale del Rhode Island-RI-2                                                       | Yea                                                                                                   | |
| Vacante                                                                                               | 1º distretto congressuale della Carolina del Sud-SC-1                                                 | | |
| Floyd Spence                                                                                          | 2º distretto congressuale della Carolina del Sud-SC-2                                                 | Yea                                                                                                   | |
| William Jennings Bryan Dorn                                                                           | 3º distretto congressuale della Carolina del Sud-SC-3                                                 | Yea                                                                                                   | |
| fJames Mann                                                                                           | 4º distretto congressuale della Carolina del Sud-SC-4                                                 | Yea                                                                                                   | |
| Thomas S. Gettys                                                                                      | 5º distretto congressuale della Carolina del Sud-SC-5                                                 | Nay                                                                                                   | |
| John L. McMillan                                                                                      | 6º distretto congressuale della Carolina del Sud-SC-6                                                 | Yea                                                                                                   | |
| Frank E. Denholm                                                                                      | 1º distretto congressuale del South Dakota-SD-1                                                       | Yea                                                                                                   | |
| James Abourezk                                                                                        | 2º distretto congressuale del South Dakota-SD-2                                                       | Yea                                                                                                   | |
| Jimmy Quillen                                                                                         | 1º distretto congressuale del Tennessee-TN-1                                                          | Yea                                                                                                   | |
| John Duncan, Sr.                                                                                      | 2º distretto congressuale del Tennessee-TN-2                                                          | Yea                                                                                                   | |
| LaMar Baker                                                                                           | Terzo distretto congressuale del Tennessee-TN-3                                                       | Yea                                                                                                   | |
| Joe L. Evins                                                                                          | 4º distretto congressuale del Tennessee-TN-4                                                          | Yea                                                                                                   | |
| Richard Fulton                                                                                        | 5º distretto congressuale del Tennessee-TN-5                                                          | Yea                                                                                                   | |
| William Anderson                                                                                      | 6º distretto congressuale del Tennessee-TN-6                                                          | Yea                                                                                                   | |
| Ray Blanton                                                                                           | 7º distretto congressuale del Tennessee-TN-7                                                          | Yea                                                                                                   | |
| Ed Jones                                                                                              | 8º distretto congressuale del Tennessee-TN-8                                                          | Yea                                                                                                   | |
| Dan Kuykendall                                                                                        | 9º distretto congressuale del Tennessee-TN-9                                                          | Yea                                                                                                   | |
| Wright Patman                                                                                         | 1º distretto congressuale del Texas-TX-1                                                              | Yea                                                                                                   | |
| John Dowdy                                                                                            | 2º distretto congressuale del Texas-TX-2                                                              | Non votante                                                                                           | |
| James M. Collins                                                                                      | 3º distretto congressuale del Texas-TX-3                                                              | Yea                                                                                                   | |
| Ray Roberts                                                                                           | 4º distretto congressuale del Texas-TX-4                                                              | Non votante                                                                                           | |
| Earle Cabell                                                                                          | Quinto distretto congressuale del Texas-TX-5                                                          | Yea                                                                                                   | |
| Olin E. Teague                                                                                        | 6º distretto congressuale del Texas-TX-6                                                              | Yea                                                                                                   | |
| Bill Archer                                                                                           | 7º distretto congressuale del Texas-TX-7                                                              | Yea                                                                                                   | |
| Robert C. Eckhardt                                                                                    | 8º distretto congressuale del Texas-TX-8                                                              | Yea                                                                                                   | |
| Jack Bascom Brooks                                                                                    | 9º distretto congressuale del Texas-TX-9                                                              | Yea                                                                                                   | |
| J. J. Pickle                                                                                          | 10º distretto congressuale del Texas-TX-10                                                            | Yea                                                                                                   | |
| William R. Poage                                                                                      | 11º distretto congressuale del Texas-TX-11                                                            | Nay                                                                                                   | |
| Jim Wright                                                                                            | 12º distretto congressuale del Texas-TX-12                                                            | Sì | |
| Graham B. Purcell, Jr.                                                                                | 13º distretto congressuale del Texas-TX-13                                                            | Yea                                                                                                   | |
| John Andrew Young                                                                                     | 14º distretto congressuale del Texas-TX-14                                                            | Yea                                                                                                   | |
| Kika de la Garza                                                                                      | 15º distretto congressuale del Texas-TX-15                                                            | Yea                                                                                                   | |
| Richard Crawford White                                                                                | 16º distretto congressuale del Texas-TX-16                                                            | Yea                                                                                                   | |
| Omar Burleson                                                                                         | 17º distretto congressuale del Texas-TX-17                                                            | Nay                                                                                                   | |
| Robert Dale Price                                                                                     | 18º distretto congressuale del Texas-TX-18                                                            | Sì | |
| George H. Mahon                                                                                       | 19º distretto congressuale del Texas-TX-19                                                            | Yea                                                                                                   | |
| Henry B. González                                                                                     | 20º distretto congressuale del Texas-TX-20                                                            | Yea                                                                                                   | |
| O. C. Fisher                                                                                          | 21º distretto congressuale del Texas-TX-21                                                            | Nay                                                                                                   | |
| Robert R. Casey                                                                                       | 22º distretto congressuale del Texas-TX-22                                                            | Yea                                                                                                   | |
| Abraham Kazen                                                                                         | 23º distretto congressuale del Texas-TX-23                                                            | Yea                                                                                                   | |
| K. Gunn McKay                                                                                         | 1º distretto congressuale dello Utah-UT-1                                                             | Yea                                                                                                   | |
| Sherman P. Lloyd                                                                                      | 2º distretto congressuale dello Utah-UT-2                                                             | Yea                                                                                                   | |
| Robert T. Stafford                                                                                    | Distretto congressuale at-large del Vermont                                                           | Yea                                                                                                   | |
| Thomas Pelly                                                                                          | 1º distretto congressuale di Washington-WA-1                                                          | Yea                                                                                                   | |
| Lloyd Meeds                                                                                           | 2º distretto congressuale di Washington-WA-2                                                          | Yea                                                                                                   | |
| Julia Butler Hansen                                                                                   | 3º distretto congressuale di Washington-WA-3                                                          | Yea                                                                                                   | |
| Mike McCormack                                                                                        | 4º distretto congressuale di Washington-WA-4                                                          | Yea                                                                                                   | |
| Tom Foley                                                                                             | 5º distretto congressuale di Washington-WA-5                                                          | Yea                                                                                                   | |
| Floyd Hicks                                                                                           | Sesto distretto congressuale di Washington-WA-6                                                       | Yea                                                                                                   | |
| Brock Adams                                                                                           | 7º distretto congressuale di Washington-WA-7                                                          | Yea                                                                                                   | |
| Bob Mollohan                                                                                          | 1º distretto congressuale della West Virginia-WV-1                                                    | Yea                                                                                                   | |
| Harley Orrin Staggers                                                                                 | 2º distretto congressuale West Virginia-WV-2                                                          | Yea                                                                                                   | |
| John M. Slack, Jr.                                                                                    | 3º distretto congressuale della West Virginia-WV-3                                                    | Yea                                                                                                   | |
| Ken Hechler                                                                                           | 4º distretto congressuale della West Virginia-WV-4                                                    | Yea                                                                                                   | |
| James Kee                                                                                             | 5º distretto congressuale della West Virginia-WV-5                                                    | Yea                                                                                                   | |
| Les Aspin                                                                                             | 1º distretto congressuale del Wisconsin-WI-1                                                          | Yea                                                                                                   | |
| Robert Kastenmeier                                                                                    | 2º distretto congressuale del Wisconsin-WI-2                                                          | Yea                                                                                                   | |
| Vernon Wallace Thomson                                                                                | Terzo distretto congressuale del Wisconsin-WI-3                                                       | Yea                                                                                                   | |
| Clement J. Zablocki                                                                                   | 4º distretto congressuale del Wisconsin-WI-4                                                          | Yea                                                                                                   | |
| Henry S. Reuss                                                                                        | 5º distretto congressuale del Wisconsin-WI-5                                                          | Yea                                                                                                   | |
| William A. Steiger                                                                                    | 6º distretto congressuale del Wisconsin-WI-6                                                          | Yea                                                                                                   | |
| Dave Obey                                                                                             | 7º distretto congressuale del Wisconsin-WI-7                                                          | Yea                                                                                                   | |
| John W. Byrnes                                                                                        | 8º distretto congressuale del Wisconsin-WI-8                                                          | Yea                                                                                                   | |
| Glenn Robert Davis                                                                                    | 9º distretto congressuale del Wisconsin-WI-9                                                          | Yea                                                                                                   | |
| Alvin O'Konski                                                                                        | 10º distretto congressuale del Wisconsin-WI-10                                                        | Yea                                                                                                   | |
| Teno Roncalio                                                                                         | Distretto congressuale at-large del Wyoming-WY at-large                                               | Yea                                                                                                   | |

### Ratifica da parte degli Stati
Dopo essere stata approvata dal 92º Congresso degli Stati Uniti, la proposta del Ventiseiesimo Emendamento venne inviata alle legislature statali perché la prendessero in considerazione. Quale sia stato il primo Stato a ratificare ufficialmente l'emendamento è stato oggetto di controversia: la legislatura del Minnesota ha approvato l'emendamento alle 15:14 CST (16:14 EST), pochi minuti prima che il presidente pro tempore del Senato degli Stati Uniti Allen J. Ellender approvasse ufficialmente la legge federale alle 16:35 o 16:40 circa. EST. I legislatori del Delaware, che ratificarono l'emendamento alle 16:51, sostennero che la ratifica del Minnesota non era valida perché l'emendamento non era ancora stato inviato agli Stati. Il parlamentare del Senato degli Stati Uniti decise che il Minnesota aveva agito prematuramente, ma la legalità della sua ratifica dell'emendamento non fu mai ufficialmente impugnata.
La ratifica fu completata il 30 giugno 1971, dopo che l'emendamento era stato ratificato da trentotto Stati. Anche quale sia stato il 38º Stato a ratificare e quindi a rendere effettivo l'emendamento è stato contestato. I resoconti contemporanei concordano sul fatto che la Camera dei Rappresentanti dell'Ohio abbia espresso il voto decisivo la sera del 30 giugno e che l'Alabama e la Carolina del Nord abbiano ratificato l'emendamento prima della giornata. Dal 2013, tuttavia, l'Ufficio editoriale del governo degli Stati Uniti afferma che la Carolina del Nord non completò la ratifica dell'emendamento fino al 1º luglio, quando divenne il 38º Stato a ratificarlo. Inoltre, il governatore dell'Alabama George Wallace dichiarò che il suo Stato sarebbe stato il 38° a ratificare, perché non firmò la risoluzione di ratifica se non dopo che la Carolina del Nord e l'Ohio avessero completato le loro ratifiche; tuttavia, l'approvazione del governatore non è necessaria per ratificare un emendamento.
1. Minnesota: 23 marzo 1971 (4:14 p.m. EST)[42]
2. Delaware: 23 marzo 1971 (4:51 p.m. EST)[41]
3. Tennessee: 23 marzo 1971 (5:10 p.m. EST)[48]
4. Washington: 23 marzo 1971 (5:42 p.m. EST)[49]
5. Connecticut: 23 marzo 1971 (5:53 p.m. EST)[49]
6. Hawaii: 24 marzo 1971
7. Massachusetts: 24 marzo 1971
8. Montana: 29 marzo 1971
9. Arkansas: 30 marzo 1971
10. Idaho: 30 marzo 1971
11. Iowa: 30 marzo 1971
12. Nebraska: 2 aprile 1971
13. New Jersey: 3 aprile 1971
14. Kansas: 7 aprile 1971
15. Michigan: 7 aprile 1971
16. Alaska: 8 aprile 1971
17. Maryland: 8 aprile 1971
18. Indiana: 8 aprile 1971
19. Maine: 9 aprile 1971
20. Vermont: 16 aprile 1971
21. Louisiana: 17 aprile 1971
22. California: 19 aprile 1971
23. Colorado: 27 aprile 1971
24. Pennsylvania: 27 aprile 1971
25. Texas: 27 aprile 1971
26. Carolina del Sud: 28 aprile 1971
27. Virginia Occidentale: 28 aprile 1971
28. New Hampshire: 13 maggio 1971
29. Arizona: 14 maggio 1971
30. Rhode Island: 27 maggio 1971
31. New York: 2 giugno 1971
32. Oregon: 4 giugno 1971
33. Missouri: 14 giugno 1971
34. Wisconsin: 22 giugno 1971
35. Illinois: 29 giugno 1971[46]
36. Alabama: 30 giugno 1971
37. Carolina del Nord: 30 giugno 1971[45]
38. Ohio: 30 giugno 1971[50]

Essendo stato ratificato da tre quarti degli Stati (38), il Ventiseiesimo Emendamento divenne parte della Costituzione. Il 5 luglio 1971, l'Amministratore dei Servizi Generali, Robert Kunzig, ne certificò l'adozione. Il Presidente Nixon e Julianne Jones, Joseph W. Loyd Jr. e Paul S. Larimer dei “Young Americans in Concert” firmarono il certificato come testimoni. Durante la cerimonia di firma, tenutasi nella East Room della Casa Bianca, Nixon parlò della sua fiducia nei giovani americani:
L'emendamento fu successivamente ratificato da altri 5 Stati, portando il numero totale degli Stati ratificanti a 43:
39. Oklahoma: 1 luglio 1971
40. Virginia: 8 luglio 1971
41. Wyoming: 8 luglio 1971
42. Georgia: 4 ottobre 1971
43. Dakota del Sud: 4 marzo 2014
Gli Stati della Florida, del Kentucky, del Mississippi, del Nevada, del Nuovo Messico, del Nord Dakota e dello Utah non hanno preso provvedimenti in merito all'emendamento.